# Castello normanno-aragonese (San Nicandro Garganico)
Il castello di San Nicandro Garganico è situato nel centro storico dell'abitato, su quella che anticamente doveva essere un'altura (224 m s.l.m.) strategica dal punto di vista logistico-militare.
Si presenta a base trapezoidale, con i lati disposti pressappoco secondo i punti cardinali: sul lato Nord vi sono due torri a base quadrangolare, di cui una è quella originaria del primo periodo; sul lato sud le due torri aragonesi a base circolare che danno le spalle alla chiesa madre.

## Storia
A quanto desumibile dalle fonti storiche, il primo edificio doveva costituirsi di una torre di avvistamento e difesa, presso cui era stanziata una guarnigione di soldati già in epoca normanna.
Il castello fu dimora dell’imperatore Federico II di Svevia, infatti era usato da quest'ultimo come base (appoggio) per le sue battute di caccia nel Gargano, del re Manfredi di Sicilia e fu anche rifugio segreto del papa Celestino V.
Nel periodo aragonese, probabilmente sotto i feudatari Della Marra, alla torre fu addossata la costruzione del castello nell'attuale perimetrazione, e fu attuata un'opera di "incastellamento" del primo nucleo abitativo che vi sorse nei dintorni: di tale poderoso intervento ci pervengono le torri circolari del versante Sud e quelle superstiti della muraglia occidentale.
Al XVI secolo, invece, è attestabile l'abbellimento della porta di accesso Est con la costruzione di una loggetta che collegava il castello con un grande palazzo innalzato tra la porta e le mura Est del castellum; nello stesso periodo fu costruito, come pertinenza, un palazzo ("Palazzo Fioritto") addossato alle mura Ovest, sede della Biblioteca Comunale "A. Petrucci" e del Museo Etnografico della Civiltà Contadina.

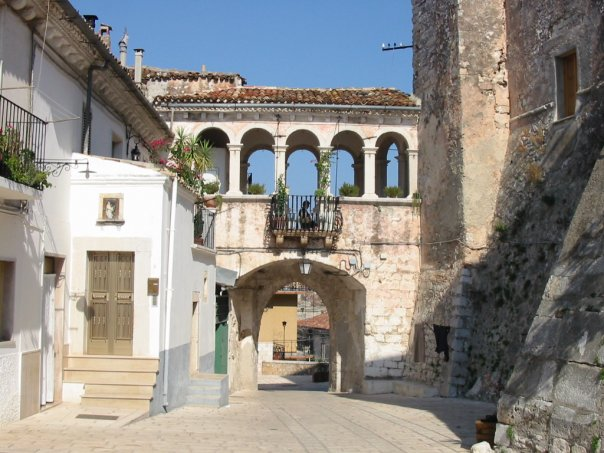
La loggetta tardo-rinascimentale e l'Arco di Terravecchia visti dall'interno della corte

Altri interventi, probabilmente a scopo difensivo o dovuti all'adeguamento a nuove esigenze logistiche, si ebbero nel periodo Barocco e infine verso la metà del Novecento, quando venne ristrutturato internamente al fine di divenire residenza privata: fu creato il nuovo ingresso sul lato Est del castello e, di conseguenza il ponte levatoio che sovrastava l'attuale piano stradale fu chiuso definitivamente.
Il castello, dopo essere stato acquistato dagli Zaccagnino nell'Ottocento, è appartenuto alla famiglia Centulio e alla famiglia Tozzi: per impedire l'eccessivo degrado di alcune strutture, non era possibile visitarlo, se non tramite richiesta ai proprietari.
Nel febbraio 2020 il castello è divenuto proprietà del Comune di San Nicandro Garganico.